# Fort Mitchell
Fort Mitchell est une ville située dans le comté de Kenton dans le Kentucky. Cette ville fait partie de la zone métropolitaine de Cincinnati. Elle tient son nom d'un major-général durant la guerre de sécession, Ormsby MacKnigth Mitchel qui a posé les premières pierres.

## Géographie
La ville est située à 39 ° 2'50 "N 84 ° 33'36" O. Elle a une superficie de 8,1km2.

## Histoire
Fort Mitchell était une des sites conçus pour la défense de Cincinnati durant la guerre de sécession. Le fort a été catégorisé comme ville en 1910 puis a annexé South Fort Mitchell en 1967 et Crescent Park en 1999.

## Culture et tourisme
Fort Mitchell possède des activités touristiques très variées comme le seul musée ventriloque au monde se trouve à Fort Mitchell. Les trois cimetières de la ville comportent plus de 120 000 morts.De plus, tous les 4 juillet, la ville organise un défilé. Un site historique national situé non loin de Fort Mitchell, le William Howard Taft, est également un marqueur de la culture locale. Enfin, la ville comporte également plusieurs espaces verts tels que le Harisson State Park ou bien la forêt d'Embshoff et plusieurs réserves naturelles.

## Education
Fort Mitchell abrite trois écoles plutôt bien reconnue: Beechwood Independent School District (une école publique), l'école du Saint Sacrement (Blessed Sacrament, une école catholique) et la Beechwood High-School qui est classée 333ème des meilleures écoles secondaires du pays.

## Démographie

### Recensement de 2010[2]
Au recensement de 2010,  il y avait 8 207 personnes, 3 530 ménages et 2 033 familles résidant dans la ville.  La densité de population était de 2,581.8 personnes par mile carré (997.8 / km ²).  Il y avait 3 744 unités de logement à une densité moyenne de 1.195.0 par mile carré (461,8 / km ²). La composition ethnique de la ville était 96,87 % de Blancs , 0,99 % afro-américains, 0,10 % amérindienne, 0,80 % asiatique, 0,02 % des îles du Pacifique, 0,47 % des autres ethnies. Les Hispano–Américains étaient 0,85 % de la population. 
Il y avait 3 446 ménages dont 28,9 % avaient des enfants de moins de 18 ans vivant avec eux, 45,2 % étaient des couples mariés vivant ensemble, 9,3 % avaient une femme au foyer sans mari et 42,4 % étaient des non-familles.  35,6 % de tous les ménages étaient composés d'individus et 11,3 % d'une personne de 65 ans ou plus vivant seule.  La taille moyenne des ménages était de 2,29 et la taille moyenne des familles était de 3,05. 
En ville, la population était dispersée avec 23,9 % de moins de 18 ans, 9,9 % de 18 à 24 ans, 30,4 % de 25 à 44 ans, 22,6 % de 45 à 64 ans et 13,3 % de 65 ans et plus.  L'âge médian était de 36 ans. 
Le revenu médian d'un ménage dans la ville était de 46 335 $ et le revenu médian d'une famille était de 63 910 $.  Les hommes à temps plein avaient un revenu médian de 41 358 $ contre 29 873 $ pour les femmes. Le revenu par habitant de la ville était de 29 229 $.  Au recensement de 2000, environ 2,6 % des familles et 3,4 % de la population vivaient en dessous du seuil de pauvreté, dont 2,7 % des moins de 18 ans et 2,4 % des 65 ans et plus.